# Love Explosion
Love explosion is het vierde soloalbum van de Amerikaanse zangeres Tina Turner. Het werd in maart van 1979 uitgebracht.

## Achtergrond
Het album werd opgenomen in Europa en werd geproduceerd door de Franse disco-producent Alec R. Constandinos. 
Er werden drie singles uitgebracht, Love explosion, Music keeps me dancin' en Backstabbers, een cover van The O'Jays. Het album noch de singles kenden succes.

## Nummers
| Nr. | Titel                  | Schrijver(s)            | Duur |
| --- | ---------------------- | ----------------------- | ---- |
| 1.  | Love explosion         | Macaluso, Summerson     | 5:55 |
| 2.  | Fool for your love     | Sayer, Omartian         | 3:24 |
| 3.  | Sunset on sunset       | Livsey, Courtney, Niles | 3:10 |
| 4.  | Music keeps me dancin' | Macaluso, Summerson     | 3:49 |

| Nr. | Titel                      | Schrijver(s)              | Duur |
| --- | -------------------------- | ------------------------- | ---- |
| 5.  | I see home                 | Willis, Lasley            | 5:19 |
| 6.  | Backstabbers               | Huff, McFadden, Whitehead | 5:34 |
| 7.  | Just a little lovin'       | Mann, Weil                | 3:12 |
| 8.  | You got what I'm gonna get | Bennett, Leikin           | 3:08 |
| 9.  | On the radio               | Carstarphen               | 3:49 |